# Kleingebiet Dombóvár
Das Kleingebiet Dombóvár (ungarisch Dombóvári kistérség) war bis Ende 2012 eine ungarische Verwaltungseinheit (LAU 1) innerhalb des Komitats Tolna in Südtransdanubien. Im Zuge der Verwaltungsreform Anfang 2013 entstand aus allen Ortschaften des Kleingebiets der nachfolgende Kreis Dombóvár (ungarisch Dombóvári  járás).
Zum Jahresende 2012 lebten auf einer Fläche von 509,02 km² 32.333 Einwohner. Die Bevölkerungsdichte lag mit 63,5 Einwohner/km² leicht über dem Komitatsdurchschnitt.
Der Verwaltungssitz befand sich in der einzigen Stadt Dombóvár (19.067 Ew.).

## Ortschaften
Die folgenden 16 Ortschaften gehörten zum Kleingebiet Dombóvár.
| Attala   | Csibrák | Csikóstőttős | Dalmand   | Dombóvár     |
| Döbrököz | Gyulaj  | Jágónak      | Kapospula | Kaposszekcső |
| Kocsola  | Kurd    | Lápafő       | Nak       | Szakcs       |
| Várong   |         |              |           |              |